# Aline Friess
Pour les articles homonymes, voir Friess.
Aline Friess, née le 5 juillet 2003 à Obernai, est une gymnaste artistique française.

## Carrière
Aline Friess dispute les épreuves de gymnastique artistique aux Jeux olympiques d'été de 2020 à Tokyo, terminant notamment sixième de l'épreuve par équipe.
En mars 2022, elle remporte le test national senior, rassemblant les meilleures gymnastes permettant à la fédération de sélectionner les représentantes Françaises aux compétitions internationales .
Cette victoire lui a ouvert la porte des Championnats d'Europe de gymnastique artistique féminine 2022, elle est médaillée de bronze en saut de cheval.
Elle est également étudiante à l’EM Lyon Business School, au sein d'un cursus adapté aux sportifs de haut niveau.